# Emmanuel de Sainte-Hermine
Emmanuel de Sainte-Hermine, né le 29 décembre 1770 à Evry (Yonne) et mort le 18 mars 1850 à Niort (Deux-Sèvres), est un homme politique français.

## Biographie
Emmanuel de Sainte-Hermine est le fils de Jean, marquis de Sainte-Hermine, commandeur de l'ordre royal et militaire de Saint-Lazare, et de dame Louise-Angélique Roullin. Cette famille de Sainte-Hermine est issu de la noblesse saintongeaise.
Page de Louis XVI en 1781, il est capitaine de cavalerie en 1789 et membre de la Garde constitutionnelle du Roi Louis XVI en 1791. Il est commandant de la gendarmerie des Deux-Sèvres en 1808. Maire de Niort de 1818 à 1826, il est conseiller général et député des Deux-Sèvres de 1827 à 1831, siégeant dans l'opposition et votant l'adresse des 221. Préfet de la Vendée en 1830, il est préfet de l'Allier en 1832 et pair de France de 1839 à 1848.

## Sources
- « Dictionnaire des parlementaires français de 1789 à 1889 (Adolphe Robert, Edgar Bourloton et Gaston Cougny) », sur gallica BNF (consulté le 4 janvier 2014)